# يعقوب لو مير
يعقوب لو مير (حوالي 1585. أنتويرب أو أمستردام - 22 ديسمبر 1616، في عرض البحر)بحار الهولندي الذي أبحر حول الأرض في 1615 و1616. المضيق بين أرض النار وجزيرة الدول في الأرجنتين وهو أول بحار يعبر كايب هورن مما يثبت ان ارض النار لم تكن قارة

## سيرة
كان والد يعقوب، إسحاق لو مير، تاجرًا من عائلة من طبقة النبلاء في تورناي (بلجيكا) الذين لجأوا إلى جمهورية هولندا . بصفته مؤسس شركة الأسترالية ، تم منحه الحق في القيام بأربع رحلات اكتشاف وتجارة مع جزر الملوك . ومع ذلك، وقال انه لا يمكن استغلال هذه التجارة مربحة جدا دون إيجاد بديل لاثنين من طرق الشحن الحالية، وهما رأس الرجاء الصالح ومضيق ماجلان ، لأنه كان قد اضطر إلى دفع رسوم عالية ل شركة الهند الشرقية الهولندية التي كانت تحتكر.
مقتنعًا بأنه من الممكن العثور على مسار جديد، نجح في إقناع التجار في بلدة هورن (هولندا) الصغيرة لتمويل رحلة استكشافية تتكون من سفينتين. شرعت البعثة في14 يونيو 1615. كان ابنها يعقوب في قيادة Eendracht ، و فيليم شوتن في قيادة Hoorn . في 29 يناير 1616اكتشفوا في الواقع ممرًا حول الطرف الجنوبي للقارة الأمريكية، والذي أطلقوا عليه اسم كيب هورن .
في 16 مايو 1616، يصلون إلى جزر تونغا . اكتشفوا جزر هورن الفرنسية حاليا. ولكن في أكتوبر، أثناء اقترابهم من جاوة في جزر الهند الشرقية الهولندية إندونيسيا حاليا، تم القبض عليهم من قبل عملاء الشركة الهولندية. ويرافق البحارة اثنين من العودة إلى هولندا بمصادرة Endracht، و Hoorn بعد أن غرقت في وقت سابق خلال حريق في باتاغونيا . توفي جاكوب لي مير عن عمر يناهز 31 عامًا خلال الرحلة بين جاوة و أمستردام.
والده يقاضي الشركة الهولندية ويتم تعويضه بعد ذلك بثلاث سنوات. لم يكن على الشركة فقط استبدال السفينة والبضائع بالإضافة إلى الاهتمام المفقود، ولكن كان عليها أيضًا أن تدرك أن جاكوب لو مير اكتشف ممرًا جديدًا حول كيب هورن

## روابط خارجية
- يعقوب لو مير على موقع الموسوعة البريطانية (الإنجليزية)